# Christian Seznec
Pour les articles homonymes, voir Seznec (homonymie).
Christian Seznec est un coureur cycliste français, né le 19 novembre 1952 à Brest.

## Biographie
Il est coureur professionnel de 1975 à 1984, la même période que Bernard Hinault.
Il a été l'équipier de Raymond Poulidor et de Joop Zoetemelk.
Il a remporté deux victoires d'étape dans le Tour :  en 1978, dans la 17e étape entre Grenoble et Morzine,, et en 1979, dans la 12e étape entre Rochefort et Metz.

## Palmarès

### Palmarès amateur
- 1974
  - Champion d'Île-de-France
  - Tour de l'Yonne :
    - Classement général
    - 2eb étape

  - Paris-Épernay
  - 2e du Tour Nivernais Morvan
  - 2e de la Palme d'or Merlin-Plage
  - 3e du championnat de France sur route amateurs
- 1985
  - Grand Prix Souvenir Jean-Masse
  - Circuit des Monts du Livradois
- 1986
  - 2e de la Mi-août bretonne
  - 2e du Grand Prix d'Issoire
  - 3e du Grand Prix de Cannes amateurs
- 1987
  - 2e du Grand Prix Souvenir Jean-Masse
  - 2e du Circuit du Cantal

### Palmarès professionnel
- 1975
  - 4e étape de la Semaine catalane[1]
  - 2e de la Route nivernaise
  - 2e de la Promotion Pernod
  - 3e du Grand Prix du Midi libre
  - 7e du Tour de Romandie
  - 9e de Liège-Bastogne-Liège
- 1977
  - 3e étape du Tour du Tarn
  - 3e du Grand Prix de Plouay
- 1978
  - 4e étape du Critérium du Dauphiné libéré
  - 17e étape du Tour de France
  - 5e du Tour de France
  - 6e du Critérium du Dauphiné libéré
- 1979
  - 12e étape du Tour de France
  - Route nivernaise
  - 3e du Grand Prix d'Aix-en-Provence
  - 8e du Tour d'Espagne
  - 8e du Grand Prix du Midi libre
- 1980
  - 3e du Tour de Vendée
  - 6e du Tour de France
- 1981
  - 4e du Critérium du Dauphiné libéré
- 1983
  - 3e étape du Tour du Sud-Est
  - 3e du Tour d'Armor

## Résultats sur les grands tours

### Tour de France
9 participations
- 1976 : 29e
- 1977 : 22e
- 1978 : 5e, vainqueur de la 17e étape[6],[3],[1]
- 1979 : 22e, vainqueur de la 12e étape[4]
- 1980 : 6e [1]
- 1981 : 36e
- 1982 : 29e
- 1983 : 20e
- 1984 : abandon (17e étape)

### Tour d'Italie
1 participation
- 1983 : 24e

### Tour d'Espagne
1 participation
- 1979 : 8e